# Philipp Kaiser

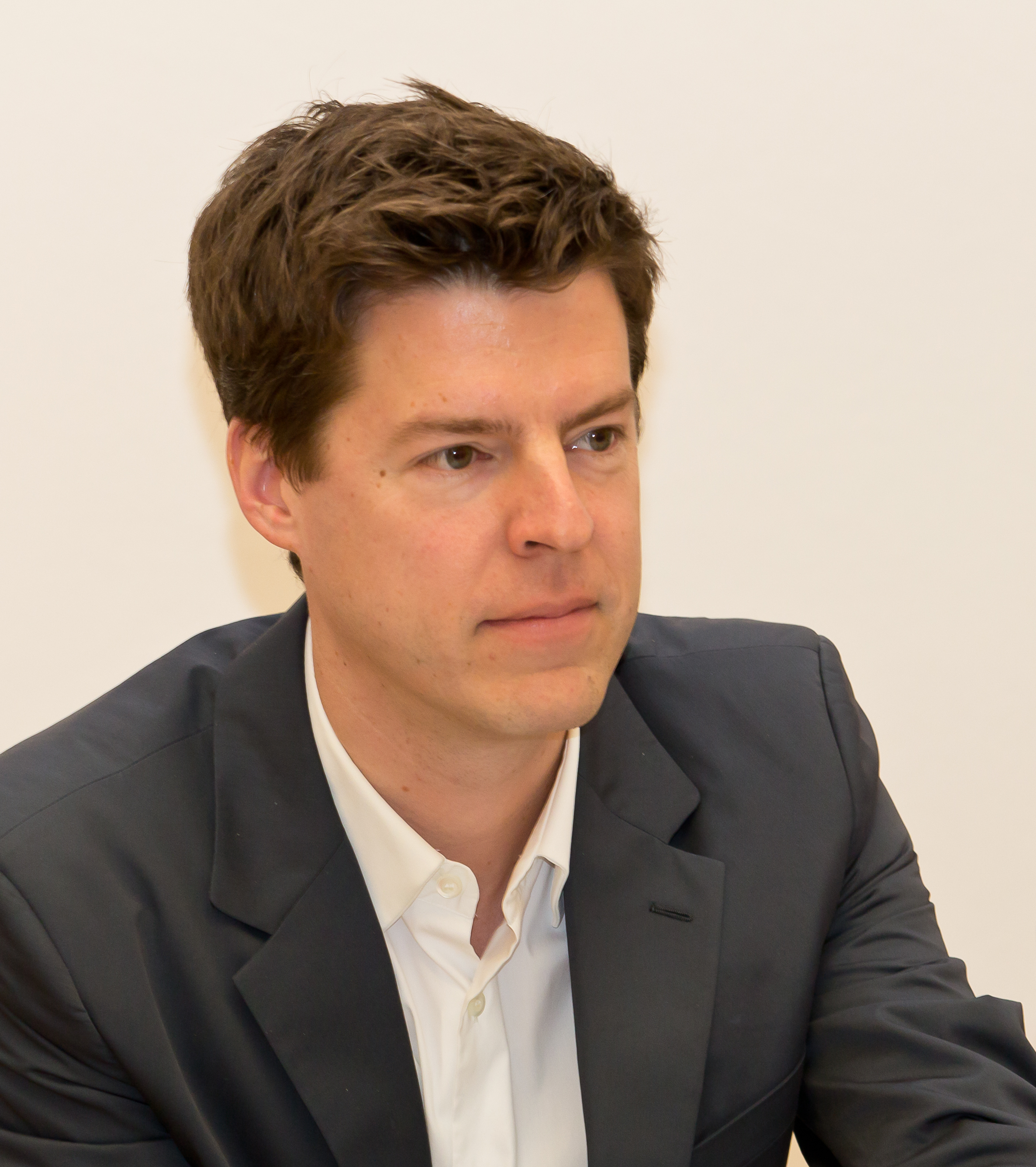
Philipp Kaiser, 2013

Philipp Kaiser (* 1972 in Bern) ist ein Schweizer Ausstellungskurator und Kunstkritiker. Er war vom 1. November 2012 bis zum 28. Februar 2014 Direktor des Museums Ludwig als Nachfolger Kasper Königs. Im März 2016 wurde Kaiser zum Kurator des Schweizer Pavillons bei der 57. Biennale 2017 in Venedig berufen.

## Werdegang
Nach seinem Studium 1994 bis 2001 der Kunstgeschichte und Germanistik an der Universität Basel und der Universität Hamburg promovierte er 2009 in Kunstgeschichte in Basel bei Gottfried Boehm über das Künstlerduo Teresa Hubbard / Alexander Birchler.
2001 berief ihn Bernard Mendes Bürgi, damals neuer Direktor des Kunstmuseums Basel, als Kurator an die Dependance des Hauses, das Museum für Gegenwartskunst. Dort war Kaiser bis 2007 tätig. Ab März 2007 arbeitete er als leitender Kurator am Museum of Contemporary Art in Los Angeles (Moca). Hier erarbeitete er u. a. Ausstellungen zur kalifornischen Konzeptkunst und präsentierte erstmals eine museale Einzelausstellung von Sterling Ruby sowie eine Retrospektive Jack Goldsteins.
Von 2004 bis 2011 lehrte er als Lehrbeauftragter an der Staatlichen Akademie der Bildenden Künste in Karlsruhe Kunsttheorie und Kunstgeschichte und im Art History Department als auch im MFA Program im Graduate Program der University of California, Los Angeles (UCLA).
Er war Mitglied der Jury, die über die Leitung der sechsten Berlin Biennale 2010 entschied.
Kaiser arbeitete als Katalogautor und Kunstkritiker, seit 1998 mit zahlreichen Beiträgen und Rezensionen zur zeitgenössischen Kunst in Magazinen wie Artforum, Camera Austria, Eikon, KUNSTBULLETIN oder Parkett.
Kaiser kuratierte u. a. monografischen Werkschauen, etwa zu Johanna Billing, Louise Lawler, Christian Philipp Müller, Bruce Nauman, Daniel Richter, Simon Starling oder Amelie von Wulffen. 2006 kuratierte er die viel beachtete Gruppenausstellung „Flashback, eine Revision der Kunst der 80er Jahre“ und erkannte damit frühzeitig die Bedeutung der 80er. Kaiser gilt als reflektierter und präziser Ausstellungsmacher.
Kaiser gehörte neben Gabriele Schor und Marc-Olivier Wahler von 2005 bis 2011 dem Verbund Advisory Board der Sammlung Verbund an, die 2004 von Verbund, Österreichs größtem Stromunternehmen, ins Leben gerufen wurde und sich der zeitgenössischen internationalen Kunst von 1970 bis heute widmet.
Neben Malerei und konzeptueller Kunst zählen Fotografie und Video zu Kaisers Ausstellungsschwerpunkten und Interessensgebieten. Im Rheinland hatte Kaiser 2007 bei der Düsseldorfer Kunstmesse „Düsseldorf Contemporary“ (dc) hinter den Kulissen eine Rolle gespielt, als er in deren Auswahlkomitee mitwirkte; die ad hoc ins Leben gerufene Messe kam über eine einzige Ausgabe nicht hinaus. Kaiser saß in der Jury für die Leitung der sechsten Berlin Biennale 2010, die der früher auch in Köln tätigen Kuratorin Kathrin Rhomberg angetragen wurde. Kaiser möchte an seiner zukünftigen Wirkungsstätte, dem Museum Ludwig „die ganze Pop-Art mal aus dem Keller holen und neu einordnen. Ich möchte die Besonderheit des Museums nutzen, ohne mir von der Sammlung das Programm diktieren zu lassen.“
2012 erhielt Kaiser in Köln einen Siebenjahresvertrag mit einer Option auf Verlängerung um weitere drei Jahre. Interesse hatte Kaiser vor allem an der in Köln maßgeblich geprägten Kunstszene der 1990er-Jahre, denen er sich in seinen Ausstellungsvorhaben zuwenden wollte. Im Februar 2014 legte er sein Amt aus familiären Gründen nieder.
Kaiser verantwortet seit 2019 das Ausstellungsprogramm in den drei Standorten der Marian Goodman Gallery in New York, Paris und London.

## Ausstellungen (Auswahl)
- 2002: Bruce Nauman. Mapping the Studio, Museum für Gegenwartskunst, Basel
- 2003: Christian Jankowski. Gastspiel, Museum für Gegenwartskunst Basel (MGK)
- 2004: Amelie von Wulffen, Museum für Gegenwartskunst, Basel (MGK)
- 2004: Teresa Hubbard/Alexander Birchler. House with Pool, Museum für Gegenwartskunst, Basel (MGK)
- 2004: Louise Lawler and Others, Museum für Gegenwartskunst, Basel (MGK)
- 2005: Simon Starling. Cuttings, MGK2005 Flashback: Eine Revision der Kunst der 80er Jahre, Museum für Gegenwartskunst, Basel (MGK)
- 2005: We really have to strain ourselves to still discover mysteries on sidewalk signs, Center for Contemporary Art Warschau
- 2007: Christian Philipp Müller. Eine Retrospektive, Museum für Gegenwartskunst, Basel (MGK)
- 2007: Jean-Frédéric Schnyder, Museum für Gegenwartskunst, Basel (MGK)
- 2007: Johanna Billing, Museum für Gegenwartskunst, Basel (MGK)
- 2008: Sterling Ruby. Supermax, Museum of Contemporary Art, Los Angeles, (MOCA)
- 2008: Index. Conceptualism in California, Museum of Contemporary Art, Los Angeles (MOCA)
- 2009: Avner Ben-Gal, Tel Aviv Museum of Art, Tel Aviv
- 2009/2010: Escher GuneWardena. Folly. A View from Nowhere, Museum of Contemporary Art, Los Angeles (MOCA)
- 2012: (Co-kuratiert mit Miwon Kwon) Ends of the Earth. Land Art to 1974,  Museum of Contemporary Art, Los Angeles (MOCA) und anschließend Haus der Kunst, München
- 2012: Jack Goldstein x 10,000, Orange County Museum of Art, Newport Beach, CA und anschließend The Jewish Museum New York[7]
- 2012/13: Ends of the Earth. Land Art bis 1974, Haus der Kunst, München (in Zusammenarbeit mit dem Museum of Contemporary Art in Los Angeles MOCA)[8]
- 2013/14: Not Yet Titled. Neu und für immer im Museum Ludwig[9]
- 2013/14: Louise Lawler. Adjusted, Museum Ludwig, Köln[10]

## Zitate
„Ich glaube nicht ans Meisterwerk“

„Da gibt es viele Künstler, die noch großartige Werke bei sich haben, auch wenn sie zurzeit vielleicht keinen großartigen Marktwert besitzen.“

## Publikationen
- Held together with water. Kunst aus der Sammlung Verbund, Hatje Cantz, Ostfildern  (Ausstellungskatalog zur Ausstellung im Österreichischen Museum für angewandte Kunst/Gegenwartskunst MAK Wien  vom 9. Mai bis 16. September 2007), hrsg. Gabriele Schor,  mit Texten von Yve-Alain Bois, Giovanni Carmine, Thierry de Duve, Briony Fer, Edith Futscher, Gilbert & George, Inka Graeve Ingelmann, Patricia Grzonka, Ursula Pia Jauch, Gabriele Jutz, Philipp Kaiser, Andrea Kroksnes, Peter Noever, Richard Nonas, Mysoon Rizk, Gabriele Schor, Ramin Schor, Walter Seidl, Abigail Solomon-Godeau, Beate Söntgen, Geraldine Spiekermann, Gregor Stemmrich, Philip Ursprung und Jeffrey Weiss.

- Flashback. Eine Revision der Kunst der 80er Jahre, hrsg. Philipp Kaiser, Vorwort von Bernhard Mendes Bürgi, Einleitung von Philipp Kaiser, Roundtable-Diskussion mit John M Armleder, Benjamin H. D. Buchloh, Werner Büttner, Isabelle Graw, Philipp Kaiser, Kasper König, Jutta Koether, Thomas Ruff  (Deutsch/Englisch), Verlag Hatje Cantz, Ostfildern 2005, ISBN 3-7757-1631-9 (zur Ausstellung im Kunstmuseum Basel, Museum für Gegenwartskunst 30. Oktober 2005 bis 12. Februar 2006).

- zusammen mit Miwon Kwon: Ends of the Earth. Land Art bis 1974 (Ausstellungskatalog Haus der Kunst, München, in englischer Sprache), mit einem Vorwort von Okwui Enwezor und Jeffrey Deitch (The Museum of Contemporary Art, Los Angeles) und Texten von Germano Celant, Virginia Dwan, Yona Fischer, Laszlo Glozer, Tom Holert, Philipp Kaiser, Miwon Kwon, Julienne Lorz, Jane McFadden, Julian Meyers, Emily Scott, Willoughby Sharp und Seth Siegelaub, inklusive Werkliste, kommentierter Chronologie 1933–1974 sowie einer ausgewählten Bibliografie 1963 bis 2011, Prestel, München 2012, ISBN 978-3-7913-5194-0.